# Patria (przedsiębiorstwo)
Patria Oyj – fińska spółka akcyjna działająca w branży zbrojeniowej, lotniczej i kosmicznej. Siedziba zarządu spółki znajduje się w Helsinkach. Akcjonariuszami spółki są państwo fińskie – 73,2% akcji i koncern EADS – 26,8% akcji.
Od 2008 roku toczą się postępowania karne w sprawie domniemanych łapówek wręczanych przez przedstawicieli koncernu w Austrii, Słowenii i Chorwacji, jednym z podejrzanych jest były CEO grupy Jorma Wiitakorpea.